# 여과

여과를 설명하는 단순 그림: 공급원(FEED)에서 크기가 너무 큰 입자들은 여과기의 격자 구조를 통과할 수 없지만, 액체와 조그마한 입자들은 통과하여 거른액(FILTRATE)이 된다.

여과(濾過, filtration, 문화어: 려과)는 액체와 고체가 혼합된 물질을 입자의 크기 차이를 이용해 분리하는 방법이다. 여과를 통해 얻어낸 여과액(濾過液)은 녹지 않는 물질이 들어 있는 혼합물을 거름 장치에 걸렀을 때 거름종이를 통과해 모인 액체이다.

## 정의
물속으로 가라앉는 모래 같은 것이면 데칸테이션으로 분리시킬 수 있다. 그러나 흙과 같이 입자가 작아서 물 속에서 휘저었을 때, 곧 가라앉지 않는 것은 체로 쳐서 나누는 방법을 이용하면 된다. 이 경우 거름 종이가 체의 구실을 한다.  거름 종이는 특수한 셀룰로오스로 되어 있는 종이인데, 작은 틈이 있다, 보통은 둥근 거름종이를 사용하는데, 대개는 거름 종이를 넷으로 접은 다음 한쪽을 벌려서 원뿔꼴로 만들어 깔때기에 끼워서 사용한다. 이때 원뿔꼴 거름종이의 반면은 세겹이 되고 다른 쪽 반면은 흩겹이며, 사용되는 부분은 거름종이 전체의 절반에 해당한다. 거름종이를 여과할 액체에 적셔서 깔때기에 꼭 붙게 하고, 액체를 그릇에 조용히 유리 막대를 타고 흐르도록  하면서 거름종이 위에 붓는다. 이때 액체의 양은 깔때기에 댄 거름종이의 80%정도만 붓고 넘치지 않도록 주의해야 한다.  깔때기는 깔때기 받침으로 지지하고, 그 끝은 액체를 받는 비커의 벽에 닿게 하여 떨어지는 액체가 튀지 않고 벽을 타고 내리도록 한다. 이러한 조작을 여과라고 한다,  거름종이에 남은 고체는 물을 부어서 씻는다. 여과할 때 거름 종이에 남는 고체보다 여과액 쪽이 필요한 경우는 여과되는 속도를 빨리 하기 위해 거름 종이를 주름을 많이 잡아 꽃 모양으로 접어서 사용하기도 한다. 이것은 거름종이의 전면이 여과에 사용되므로, 넷으로 접은 경우보다 빨리 여과시킬 수가 있다.  많은 용액을 빨리 여과시키고자 할 때는 흡인 여과를 한다. 자기로 만든 브흐너 깔때기의 눈금접시 위에 거름종이를 액체에 적셔 붙이고, 깔때기를 고무 마개로 흡인병에 고정시켜서 수류펌프 등으로 흡인한다. 그러면 흡인병 속의 압력이 저하되어, 거름종이에 담긴 액체가 대기압으로 해서 급속히 여과된다.

## 여과 방법
여과 방법은 크게 거름종이와 깔때기를 사용하는 방법과 멤브레인필터를 사용하는 방법이 있다. 여과를 한 후에 여과지상에 남는 고체를 찌꺼기(residue), 여과지를 통과한 액체를 액(filtrate)이라고 부른다. 또, 기체로부터 고체를 제거하는 경우에도 여과지는 필터라고 부른다.
주로 화학실험이나 화학공업 등에서 이용되지만 가정에서 종이 필터를 이용하고 커피를 걸러주는 것도 훌륭한 여과 방법이다.

## 예
여과의 예는 다음을 포함한다.

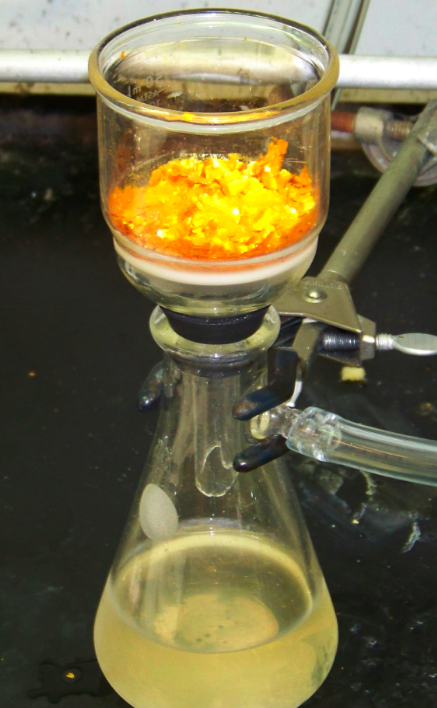
필터 플라스크.

- 커피 필터는 굵게 갈린 커피를 가두는 역할을 한다.
- 공기 조화에서 헤파(HEPA) 필터는 공기로부터 입자들을 제거한다.
- 광업에서 벨트 필터는 귀금속을 추출해 준다.
- 자동차에서의 기름 거르개

## 같이 보기
- 투석
- 추출